# KFC Sporting Sint-Gillis-Waas
KFC Sporting Sint-Gillis-Waas is een Belgische voetbalclub uit Sint-Gillis-Waas. De club is bij de KBVB aangesloten met stamnummer 4385 en heeft blauw en wit als kleuren. Sint-Gillis-Waas speelde in totaal bijna een decennium in de nationale reeksen.

## Geschiedenis
Tot halverwege de jaren 30 was er geen voetbalclub in Sint-Gillis-Waas. Toen richtte men VV Stuwing op, een amateurvereniging die zich aansloot bij de Vlaamse Voetbalbond. Men speelde in groen-zwarte uitrusting. Tegen het eind van de Tweede Wereldoorlog verdween deze club echter. Op het einde van de oorlog, eind 1945, richtte men dan Football Club Sporting Sint-Gillis-Waas op. In maart 1946 sloot de club zich aan bij de Belgische Voetbalbond, waar men stamnummer 4385 kreeg toegekend. De club koos blauw en wit als kleuren en ging in de provinciale reeksen spelen. In zijn eerste jaar eindigde de eerste ploeg al als vierde. Men had zowel een eerste elftal als een reserveploeg. Vanaf 1948/49 stelde men ook een knapenploeg op en een jaar later scholieren.
FC Sporting speelde in Derde Provinciale, tot men in 1952 na eindrondewinst promoveerde naar Tweede Provinciale. De club bleef hier acht seizoenen lang spelen. In 1957/58 eindigde men zelfs bovenaan, met evenveel punten als Lede. Sint-Gillis-Waas had echter een wedstrijd meer verloren en greep zo naast de titel. In 1960 volgde uiteindelijk toch promotie naar het hoogste provinciale niveau, Eerste Provinciale.
In die periode was de ploeg erg succesvol in de provinciale bekercompetitie. Men haalde er vijf jaar achtereen de finale. Viermaal wist men die te winnen, enkel in 1959 was Sparta Gent te sterk. In 1962 stootte Sporting Sint-Gillis-Waas voor het eerst in zijn geschiedenis door naar de nationale Vierde Klasse. Het eerste seizoen eindigde men er zelfs meteen op een derde plaats. De ploeg wist er dat seizoen met 0-3 te winnen van het toen ongenaakbare SK Beveren. Het zou dat seizoen de enige nederlaag blijken van Beveren, dat met ruime voorsprong kampioen werd. Sint-Gillis-Waas speelde nog enkele seizoenen mee in de middenmoot in Vierde Klasse. In de Beker van België ken men een goede campagne in 1966/67, toen men er de achtste finale bereikte. Men verloor er uiteindelijk van Club Brugge met 3-3 en 4-5 op strafschoppen.
In 1968 strandde Sint-Gillis-Waas uiteindelijk als allerlaatste in zijn reeks en zo zakte de club na zes jaar nationaal voetbal weer naar Eerste Provinciale. In 1972/73 zakte men zelfs terug naar Tweede Provinciale. Men kon nog even terugkeren, maar een paar jaar later zakte men opnieuw naar Tweede. In de jaren 80 ging het verder bergaf en zakte de club terug naar Derde Provinciale. De heropstanding kwam er in de jaren 90. Vanaf 1992/93 speelde men terug in Tweede Provinciale, waar men al gauw een van de betere ploegen werd. In 2000 stootte men weer door naar Eerste Provinciale.
In 2006 behaalde de club, na bijna vier decennia provinciaal voetbal, opnieuw promotie naar Vierde Klasse. Het bleef bij dit ene seizoen. Sporting werd op twee na laatste en zakte terug naar Eerste Provinciale. In 2009 werd de club daarin kampioen en zo keerde ze terug in Vierde Klasse. In 2012 volgde weer een degradatie naar Eerste Provinciale. Ditmaal was het verblijf er van korte duur, want Sint-Gillis-Waas werd er meteen kampioen en keerde zo na een seizoen terug in Vierde Klasse. De club kende in het seizoen 2013/14 een moeilijke start met 5 op 30, maar herpakte zich en verzekerde zich van nationaal voetbal in seizoen 2014/15 op twee speeldagen van het einde. Als kers op de taart mocht het ook deelnemen aan de eindronde na het winnen van de derde periodetitel.
In het seizoen 2014/15 eindigde Sint-Gillis-Waas net als in het seizoen daarvoor tiende. Na een dertiende plaats in het seizoen 2015/16 volgde in 2017 een nieuwe degradatie naar Eerste Provinciale. In 2018 eindigde de club voor het tweede seizoen op rij op een degradatieplaats. In plaats van te degraderen naar Tweede provinciale koos Sint-Gillis-Waas voor een doorstart in Vierde provinciale.
Het eerste seizoen in Vierde provinciale E leverde een derde plaats op, met acht punten minder dan kampioen VKS Hamme-Zogge en nummer twee Olympia FC Rupelmonde. Sint-Gillis-Waas plaatste zich zo voor de eindronde, waarin de club meteen onderuit ging tegen VCE Huise-Ouwegem. Toen het seizoen 2019/20 in maart 2020 vroegtijdig werd stopgezet vanwege de coronapandemie stond Sint-Gillis-Waas vierde, waardoor de club in stilte naar Derde provinciale promoveerde. Na een blanco seizoen 2020/21 werd de club in april 2022 kampioen in Derde provinciale E.

## Resultaten
| Seizoen | Klasse | Klasse | Klasse | Klasse | Klasse | Klasse | Klasse | Klasse | Klasse | Reeks                                                    | Punten                                                   | Opmerkingen                                                |
|         | I      | I      | II     | III    | IV     | P.I    | P.II   | P.III  | P.IV   |                                                          |                                                          |                                                            |
| ------- | ------ | ------ | ------ | ------ | ------ | ------ | ------ | ------ | ------ | -------------------------------------------------------- | -------------------------------------------------------- | ---------------------------------------------------------- |
| 2005/06 |        |        |        |        |        | 1      |        |        |        | Eerste prov. O-Vl                                        | 56                                                       |                                                            |
| 2006/07 |        |        |        |        | 14     |        |        |        |        | Vierde klasse A                                          | 33                                                       |                                                            |
| 2007/08 |        |        |        |        |        | 4      |        |        |        | Eerste prov. O-Vl                                        | 54                                                       |                                                            |
| 2008/09 |        |        |        |        |        | 1      |        |        |        | Eerste prov. O-Vl                                        | 59                                                       |                                                            |
| 2009/10 |        |        |        |        | 7      |        |        |        |        | Vierde klasse B                                          | 44                                                       |                                                            |
| 2010/11 |        |        |        |        | 12     |        |        |        |        | Vierde klasse B                                          | 39                                                       |                                                            |
| 2011/12 |        |        |        |        | 16     |        |        |        |        | Vierde klasse B                                          | 23                                                       |                                                            |
| 2012/13 |        |        |        |        |        | 1      |        |        |        | Eerste prov. O-Vl                                        | 62                                                       |                                                            |
| 2013/14 |        |        |        |        | 10     |        |        |        |        | Vierde klasse B                                          | 40                                                       | Verlies in eindronde voor promotie tegen KVK Westhoek      |
| 2014/15 |        |        |        |        | 10     |        |        |        |        | Vierde klasse A                                          | 36                                                       |                                                            |
| 2015/16 |        |        |        |        | 13     |        |        |        |        | Vierde klasse A                                          | 25                                                       |                                                            |
|         | 1A     | 1B     | 1Am    | 2Am    | 3Am    | P.I    | P.II   | P.III  | P.IV   | Vanaf 2016-17 zijn er 3 nationale en 2 regionale niveaus | Vanaf 2016-17 zijn er 3 nationale en 2 regionale niveaus | Vanaf 2016-17 zijn er 3 nationale en 2 regionale niveaus   |
| 2016/17 |        |        |        |        | 15     |        |        |        |        | Derde klasse Am.                                         | 24                                                       |                                                            |
| 2017/18 |        |        |        |        |        | 16     |        |        |        | Eerste prov. O-Vl                                        | 9                                                        | Herstart in 4e Provinciale                                 |
| 2018/19 |        |        |        |        |        |        |        |        | 3      | Vierde prov. O-Vl                                        | 62                                                       | Verlies in eindronde voor promotie tegen VCE Huise-Ouwegem |
| 2019/20 |        |        |        |        |        |        |        |        | 4      | Vierde prov. O-Vl                                        | 48                                                       | Competitie vroegtijdig stopgezet vanwege de coronapandemie |
| 2020/21 |        |        |        |        |        |        |        | -      |        | Derde prov. O-Vl                                         | -                                                        | Competitie geannuleerd vanwege de coronapandemie           |
| 2021/22 |        |        |        |        |        |        |        | 1      |        | Derde prov. O-Vl                                         | 65                                                       |                                                            |
| 2022/23 |        |        |        |        |        |        | 4      |        |        | Tweede prov. O-Vl. C                                     | 56                                                       |                                                            |
| 2023/24 |        |        |        |        |        |        | 13     |        |        | Tweede prov. O-Vl. C                                     | 27                                                       |                                                            |
| 2024/25 |        |        |        |        |        |        | 11     |        |        | Tweede prov. O-Vl. C                                     | 34                                                       |                                                            |
| 2025/26 |        |        |        |        |        |        |        |        |        | Tweede prov. O-Vl. C                                     |                                                          |                                                            |

## Bekende personen
- Anouar Bou-Sfia, ex-speler
- Zinho Chergui, ex-speler.
- Omer De Mey, ex-speler, ex-trainer en lid van de beheerraad. De Mey was volksvertegenwoordiger en burgemeester van Sint-Gillis-Waas.
- Sefa Isçi, ex-speler.